# グッドババ
グッドババ（Good Ba Ba、好爸爸）はアメリカ合衆国で生産された競走馬。おもな勝ち鞍は2007/2008シーズンの香港スチュワーズカップ、クイーンズシルヴァージュビリーカップ、香港マイル、チャンピオンズマイルなど。グッドババとは、広東語で「良き父」という意味。馬名通り、稼いだ賞金の一部を慈善事業に使用している。2歳末の2004年12月に行われた香港インターナショナルセールへ上場され、170万香港ドル（約2550万円）で購買されている。

## 経歴

### 2005年/2006年シーズン
当初は香港で競走生活を送る。デビュー戦は3歳時の3月5日にシャティン競馬場で直線芝1000メートルで行われたカウルーントンプレートで、勝利を挙げた。その後9戦で3勝、2着2回という成績を残し香港ダービーに挑むがヴィヴァパタカに敗れ8着だった。

### 2006年/2007年シーズン
シーズン初戦のグァンツォウハンデを制す。2007年1月にアンドレアス・シュッツ厩舎に移籍後、3連勝でチェアマンズトロフィーを制して重賞初勝利を挙げた。続くチャンピオンズマイルではエイブルワンに敗れ5着だった。その後日本へ遠征し、東京競馬場で行われた安田記念に出走したもののダイワメジャーに敗れ7着だった。

### 2007年/2008年シーズン
香港帰国後は1戦をはさみ、国際マイルトライアルを制し、続く香港マイルも制してG1競走初勝利を挙げた。その後も香港スチュワーズカップ、クイーンズシルヴァージュビリーカップとG1を連勝し続け、チャンピオンズマイルでは外側から抜けると、アルマダの追撃を抑えてG1競走4勝目（香港G1を含む）を挙げるとともに、重賞5連勝を達成した。5月28日には2年連続でアルマダとブリッシュラックとともに安田記念に出走したが、馬体重を前走より15キログラムも減らしており、17着に敗れた。しかし、シーズンを通しての活躍が認められ、07年/08年シーズンの「香港馬王」（香港年度代表馬）となった。また「最優秀マイラー」と、ファン投票で選ばれる「最高人気馬」にも選ばれた。

### 2008年/2009年シーズン
前哨戦となる沙田トロフィー、国際マイルトライアルを6着、3着に敗れたことで馬主の逆鱗に触れ、香港マイルではクリストフ・スミヨンに乗り替わりとなる。香港マイルで勝てなかった場合は転厩も検討されていたとされる。
このような状況もあり、香港マイルではアルマダに次いで2番人気となっていたが中団追走から直線で力強く伸びエイブルワンに2 1/2馬身差をつけ楽勝した。続くスチュワーズカップも直線で抜け出して快勝し、前年に続いて同レースを制覇した。次走のクイーンズシルヴァージュビリーカップでは圧倒的1番人気に推されたが、イジプシャンラの3/4馬身差の2着に敗れ、連覇はならなかった。その後、4月26日のチャンピオンズマイルに出走。中団待機から直線追い込んだが最後は伸びを欠き4着に敗れ、こちらも連覇はならなかった。

### 2009年/2010年シーズン
沙田トロフィーから始動したが見せ場がなく7着に終わった。国際マイルトライアル3着を挟み、12月の香港マイルに出走し3連覇を飾った。その後、スチュワーズカップ3着、香港ゴールドカップ4着とまずまずの成績を収めてドバイに遠征。3月のドバイデューティーフリー、4月のチャンピオンズマイルでは共に8着に敗れた。

### 2010年/2011年シーズン
始動戦のナショナルデイカップとジョッキークラブマイルでは共に8着、4連覇がかかった12月の香港マイルでは10着、1月のスチュワーズカップは6着、3月のクイーンズシルヴァージュビリーカップは7着、4月のチャンピオンズマイルは14着と惨敗続きとなり、6月に香港ジョッキークラブの競走馬登録を抹消された。

### 2012年/2013年シーズン
オーストラリアのリック・ホア＝レイシー厩舎に移籍、2013年1月のスタンディッシュハンデキャップ (G3) が復帰戦となり、16頭立ての4着であった。同年3月のウィリアム・レイドステークス7着を最後に現役を引退した。

### 競走成績
| 出走日     | 競馬場 | 競走名                              | 格     | 距離    | 着順 | 騎手           | 着差      | 1着（2着）馬       |
| ---------- | ------ | ----------------------------------- | ------ | ------- | ---- | -------------- | --------- | ------------------ |
| 2005.03.05 | 沙田   | 九龍塘（カウルーントン）プレート    |        | 芝1000m | 1着  | D.ホワイト     | 0.1秒     | (Lucky Stravinsky) |
| 2005.04.09 | 沙田   | マーケットプレート                  |        | 芝1200m | 1着  | D.ホワイト     | クビ      | (Toffee)           |
| 2005.05.21 | 沙田   | 2005H                               |        | 芝1000m | 4着  | D.ホワイト     | 0.5秒     | Shiny Ribbon       |
| 2005.06.12 | 沙田   | ジュベナイルスプリントT             |        | 芝1200m | 1着  | D.ホワイト     | 0.1秒     | （All's Well）     |
| 2005.10.09 | 沙田   | ヒンケンH                           |        | 芝1400m | 4着  | D.ホワイト     | 0.4秒     | Straight Victory   |
| 2005.11.13 | 沙田   | サニーベイH                         |        | 芝1400m | 2着  | D.ホワイト     | アタマ    | Fuji Sunrise       |
| 2005.12.11 | 沙田   | ダブリンH                           |        | 芝1400m | 6着  | C.スミヨン     | 0.5秒     | Thistle King       |
| 2006.01.07 | 沙田   | 錦田（カムティン）H                 |        | 芝1600m | 1着  | C.スミヨン     | 0.6秒     | (Prime Delight)    |
| 2006.01.31 | 沙田   | ダフォディルH                       |        | 芝1600m | 2着  | C.スミヨン     | 0.3秒     | Good Nature        |
| 2006.02.26 | 沙田   | インディジェナスH                   |        | 芝2000m | 6着  | C.スミヨン     | 0.4秒     | Fuji Sunrise       |
| 2006.03.26 | 沙田   | 香港ダービー                        | HKG-G1 | 芝2000m | 8着  | D.ホワイト     | 1.0秒     | Viva Pataca        |
| 2006.04.23 | 沙田   | ディーヴァH                         |        | 芝2000m | 3着  | D.ダン         | 0.1秒     | Electronics Spur   |
| 2006.09.16 | 沙田   | 広州（グァンツォウ）H               |        | 芝1600m | 1着  | A.デルペッチ   | 0.2秒     | (Cheeky)           |
| 2006.10.15 | 沙田   | 莎莎（ササ）レディーズパース        |        | 芝1800m | 2着  | A.デルペッチ   | クビ      | Hello Pretty       |
| 2006.11.04 | 沙田   | パナソニックC                       |        | 芝1600m | 5着  | A.デルペッチ   | 0.3秒     | Sir Ernesto        |
| 2007.01.20 | 沙田   | 香港大学JCスチューデントヴィレッジH |        | 芝1600m | 1着  | O.ドゥルーズ   | 1/2馬身   | (Sir Ernesto)      |
| 2007.02.20 | 沙田   | チャイニーズニューイヤーC           |        | 芝1400m | 1着  | O.ドゥルーズ   | 0.2秒     | (Gold Striker)     |
| 2007.03.18 | 沙田   | チェアマンズT                       | HKG-G2 | 芝1600m | 1着  | O.ドゥルーズ   | 0.1秒     | （Armada）         |
| 2007.04.29 | 沙田   | チャンピオンズマイル                | G1     | 芝1600m | 5着  | O.ドゥルーズ   | 0.4秒     | Able One           |
| 2007.06.03 | 東京   | 安田記念                            | GI     | 芝1600m | 7着  | E.サンマルタン | 0.5秒     | ダイワメジャー     |
| 2007.10.21 | 沙田   | 沙田T                               | HKG-G3 | 芝1600m | 2着  | O.ドゥルーズ   | 0.2秒     | Down Town          |
| 2007.11.17 | 沙田   | 国際マイルトライアル                | HKG-G2 | 芝1600m | 1着  | O.ドゥルーズ   | クビ      | (Floral Pegasus)   |
| 2007.12.09 | 沙田   | 香港マイル                          | G1     | 芝1600m | 1着  | O.ドゥルーズ   | 短頭      | (Creachadoir)      |
| 2008.01.20 | 沙田   | 香港スチュワーズC                   | HKG-G1 | 芝1600m | 1着  | O.ドゥルーズ   | 0.2秒     | (Floral Pegasus)   |
| 2008.03.16 | 沙田   | クイーンズシルヴァージュビリーC     | HKG-G1 | 芝1400m | 1着  | O.ドゥルーズ   | 0.1秒     | (Sacred Kingdom)   |
| 2008.04.27 | 沙田   | チャンピオンズマイル                | G1     | 芝1600m | 1着  | O.ドゥルーズ   | 0.2秒     | (Armada)           |
| 2008.06.09 | 東京   | 安田記念                            | GI     | 芝1600m | 17着 | O.ドゥルーズ   | 2.4秒     | ウオッカ           |
| 2008.10.26 | 沙田   | 沙田T                               | HKG-G3 | 芝1600m | 6着  | O.ドゥルーズ   | 0.4秒     | Viva Pataca        |
| 2008.11.16 | 沙田   | 国際マイルトライアル                | HKG-G2 | 芝1600m | 3着  | O.ドゥルーズ   | 0.6秒     | Egyptian Ra        |
| 2008.12.14 | 沙田   | 香港マイル                          | G1     | 芝1600m | 1着  | C.スミヨン     | 2 1/2馬身 | (Able One)         |
| 2009.01.24 | 沙田   | スチュワーズC                       | HKG-G1 | 芝1600m | 1着  | C.スミヨン     | 0.29秒    | (Fellowship)       |
| 2009.03.15 | 沙田   | クイーンズシルヴァージュビリーC     | HKG-G1 | 芝1400m | 2着  | C.スミヨン     | 0.11秒    | Egyptian Ra        |
| 2009.04.26 | 沙田   | チャンピオンズマイル                | G1     | 芝1600m | 4着  | C.スミヨン     | 0.13秒    | Sight Winner       |

- Tはトロフィー、Hはハンデキャップ、Cはカップ、インターナショナルは国際、JCはジョッキークラブの略。
- 香港の地元グレード制競走については国際セリ名簿基準書における国際格付けではないためHKG-Gと表記した（競馬の競走格付けを参照）。

## グッドババ基金
2008年、オーナーの意向により、「グッドババ基金」を創設した。これは、本馬の獲得賞金の70パーセントを慈善事業に使用するというもの。グッドババ名義で、四川大地震の犠牲者に160万香港ドル、北京オリンピックの馬術競技の補助に130万香港ドルを寄付している。

## 血統表
| グッドババの血統（ロベルト系/Lt. Stevens・Thong 3×5=15.63%、Nasrullah 5×5×5=9.38%） | グッドババの血統（ロベルト系/Lt. Stevens・Thong 3×5=15.63%、Nasrullah 5×5×5=9.38%） | グッドババの血統（ロベルト系/Lt. Stevens・Thong 3×5=15.63%、Nasrullah 5×5×5=9.38%） | （血統表の出典） | （血統表の出典） |
| 父 Lear Fan 1981 鹿毛                                                               | 父の父Roberto 1969 鹿毛                                                             | Hail to Reason                                                                      | Turn-to          | Turn-to          |
| 父 Lear Fan 1981 鹿毛                                                               | 父の父Roberto 1969 鹿毛                                                             | Hail to Reason                                                                      | Nothirdchance    |                  |
| 父 Lear Fan 1981 鹿毛                                                               | 父の父Roberto 1969 鹿毛                                                             | Bramalea                                                                            | Nashua           | Nashua           |
| 父 Lear Fan 1981 鹿毛                                                               | 父の父Roberto 1969 鹿毛                                                             | Bramalea                                                                            | Rarelea          |                  |
| 父 Lear Fan 1981 鹿毛                                                               | 父の母Wac 1969 鹿毛                                                                 | Lt.Stevens                                                                          | Nantallah        | Nantallah        |
| 父 Lear Fan 1981 鹿毛                                                               | 父の母Wac 1969 鹿毛                                                                 | Lt.Stevens                                                                          | Rough Shod       |                  |
| 父 Lear Fan 1981 鹿毛                                                               | 父の母Wac 1969 鹿毛                                                                 | Belthazar                                                                           | War Admiral      | War Admiral      |
| 父 Lear Fan 1981 鹿毛                                                               | 父の母Wac 1969 鹿毛                                                                 | Belthazar                                                                           | Blinking Owl     |                  |
| 母 Elle Meme 1994 鹿毛                                                              | 母の父Zilzal 1986 栗毛                                                              | Nureyev                                                                             | Northern Dancer  | Northern Dancer  |
| 母 Elle Meme 1994 鹿毛                                                              | 母の父Zilzal 1986 栗毛                                                              | Nureyev                                                                             | Special          |                  |
| 母 Elle Meme 1994 鹿毛                                                              | 母の父Zilzal 1986 栗毛                                                              | French Charmer                                                                      | Le Fabuleux      | Le Fabuleux      |
| 母 Elle Meme 1994 鹿毛                                                              | 母の父Zilzal 1986 栗毛                                                              | French Charmer                                                                      | Bold Example     |                  |
| 母 Elle Meme 1994 鹿毛                                                              | 母の母Holy Tobin 1983 黒鹿毛                                                        | J.O. Tobin                                                                          | Never Bend       | Never Bend       |
| 母 Elle Meme 1994 鹿毛                                                              | 母の母Holy Tobin 1983 黒鹿毛                                                        | J.O. Tobin                                                                          | Hill Shade       |                  |
| 母 Elle Meme 1994 鹿毛                                                              | 母の母Holy Tobin 1983 黒鹿毛                                                        | Santa Quilla                                                                        | Sanctus          | Sanctus          |
| 母 Elle Meme 1994 鹿毛                                                              | 母の母Holy Tobin 1983 黒鹿毛                                                        | Santa Quilla                                                                        | Neriad F-No.20   |                  |